# Daniel Keatings
Daniel Ryan Keatings (* 4. Januar 1990 in Corby) ist ein britischer Kunstturner. Seine bisher größten Erfolge sind der Gewinn der Silbermedaille bei den Turn-Weltmeisterschaften 2009 in London im Mehrkampf, sowie der Europameistertitel am Pauschenpferd 2010 und 2013.